# كرنب كراليكي
الكرنب الكراليكي (باللاتينية: Crambe kralikii) نوع نباتي يتبع جنس الكرنب من الفصيلة الكرنبية.

## البيئة والانتشار
موطنه المغرب العربي.